# Lota
La lota (Lota lota) és una espècie de peix teleosti de l'ordre dels gadiformes, l'única espècie de la família dels gàdids que viu en aigua dolça.
Durant una època de l'any, la lota viu sota el gel i necessita temperatures fredes per reproduir-se.

## Morfologia
Pot fer 152 cm de llargària màxima (encara que la seua mida més comuna és de 40) i 34 kg de pes. Cos allargat i, en general, de color fosc variant des de verdós a marró. El dors, els flancs i les aletes exhibeixen taques fosques i irregulars. L'abdomen i les aletes pelvianes són de color blanquinós. Té una barbeta sensorial llarga a la mandíbula inferior i dues més, petites, a la superior. 67-96 radis tous a l'aleta dorsal i 58-84 a l'anal. Absència d'espines tant a la dorsal com a l'anal. 50-67 vèrtebres. L'orifici anal se situa aproximadament en la meitat del cos, després del qual el cos es torna comprimit lateralment i orlat per les aletes dorsals i ventral. La primera aleta dorsal és curta i arrodonida, mentre que la segona és llarga (com a mínim, 6 vegades la longitud de la primera). L'origen de l'aleta pelviana és anterior al de la pectoral. Aleta caudal clarament separada, arrodonida i amb 40 radis. Aletes pectorals curtes i arrodonides. Pell bavosa i amb escates petites, les quals són difícil de detectar. 

## Ecologia
És inofensiu per als humans, d'hàbits crepusculars i nocturns, la seua longevitat és de 20 anys i, a causa dels seus costums nocturns i moviments lents, no és un peix gaire apreciat pels pescadors esportius.
Es troba amenaçada a nivell local a causa dels impactes medioambientals provocats per les activitats humanes.
La reproducció ocorre a l'hivern (entre el gener i el març; al sud de Finlàndia, en general, és al febrer) quan deixa les aigües fondes per fresar en àrees d'1 a 3 metres de fondària on la temperatura és propera a 0 °C.
Els alevins i joves es nodreixen principalment de larves d'insectes, crancs, mol·luscs i d'altres invertebrats bentònics, mentre que els adults mengen peixets i ous de peixos.
És depredat per la llampresa de mar (Petromyzon marinus), el lluç de riu (al Canadà), Osmeridae, la llúdria comuna (a Polònia) i la perca groga (Perca flavescens).

## Hàbitat i distribució geogràfica
És un peix d'aigua dolça i salabrosa (entre 1 i 700 m de fondària), demersal, potamòdrom i de clima temperat (4 °C-18 °C; 78°N-40°N, 180°W-180°E), el qual viu en les aigües ben oxigenades dels grans llacs fondos, estuaris, petits rierols de muntanya i grans rius d'Europa i el nord d'Àsia: Àustria, l'Azerbaidjan, Belarús, Bèlgica, Bòsnia i Hercegovina, Bulgària, la Xina, Croàcia, Txèquia, Dinamarca, Estònia, Finlàndia, França, Alemanya, Hongria, l'Iran, Itàlia, el Kazakhstan, Letònia, Liechtenstein, Lituània, Luxemburg, Macedònia del Nord, Moldàvia, Mongòlia, Montenegro, els Països Baixos, Noruega, Polònia, Romania, Rússia, Sèrbia, Eslovàquia, Eslovènia, Suècia, Suïssa i Ucraïna, incloent-hi des de la conca del riu Loira (França) fins a les conques de l'oceà Àrtic i de les mars Blanca i de Barentsz; la conca superior del riu Volga; la conca sud-oriental de la mar Càspia; els rius que desemboquen a la mar Negra; la conca del Roine (França); i la conca del Po a Itàlia. Ha esdevingut extinta a l'est d'Anglaterra i era absent, originalment, de la península Ibèrica, del centre i del sud d'Itàlia, de la conca de la mar Adriàtica, de Grècia, d'Irlanda, de l'oest i del nord de la Gran Bretanya, i de l'oest de França.

## Ús gastronòmic
Un llibre escrit el 1590 a Anglaterra assenyala que la lota era tan comuna que s'usava per alimentar els porcs.
La lota és comestible, i actualment, és venut principalment en salaó, la seua carn és molt gustosa (tot i que una mica eixuta), és processat per elaborar farina de peix i oli, i el seu fetge es ven fumat o enllaunat a Europa.

## Galeria

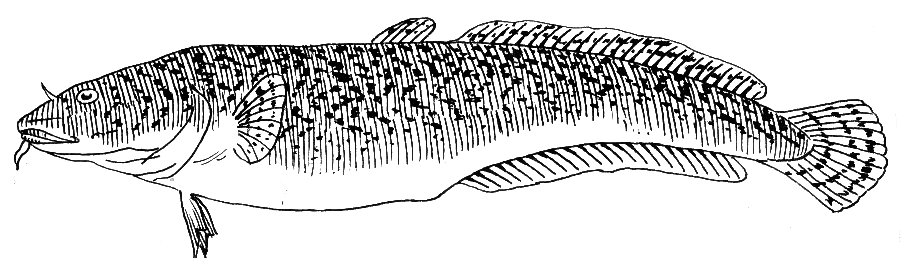
Dibuix d'una lota
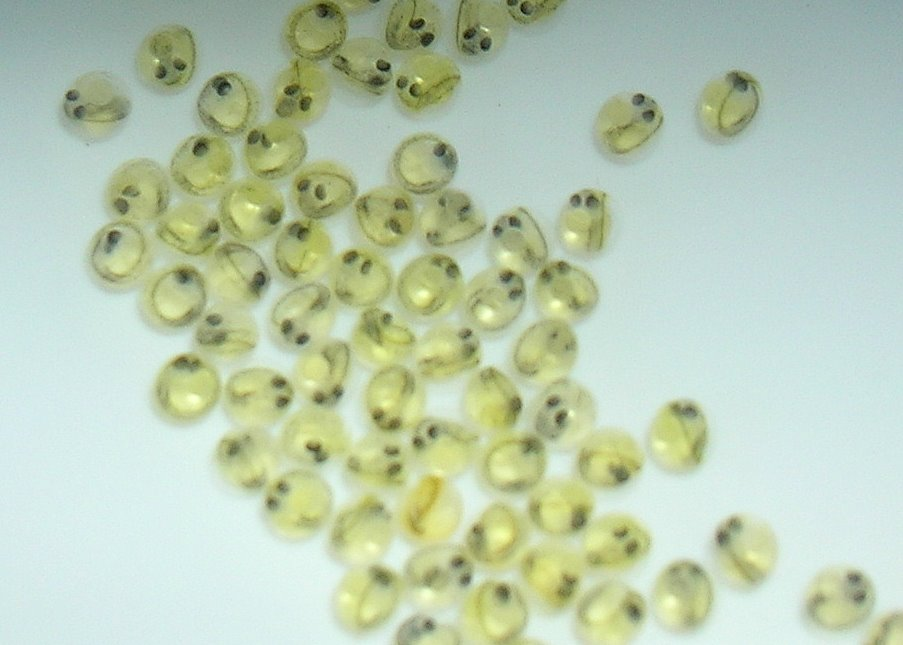
Ous de lota abans de la desclosa
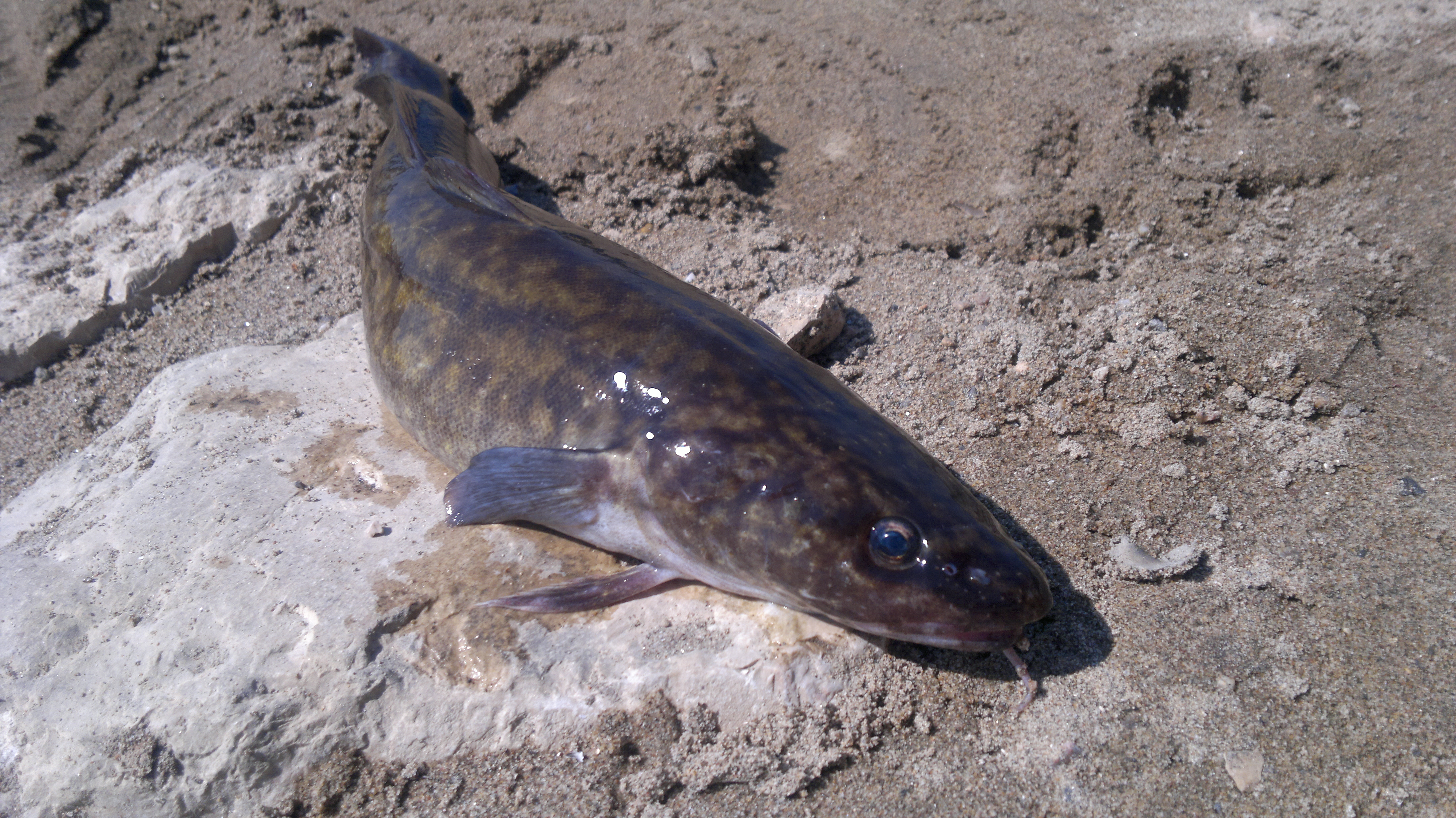
Il·lustració (circa 1795-1797)
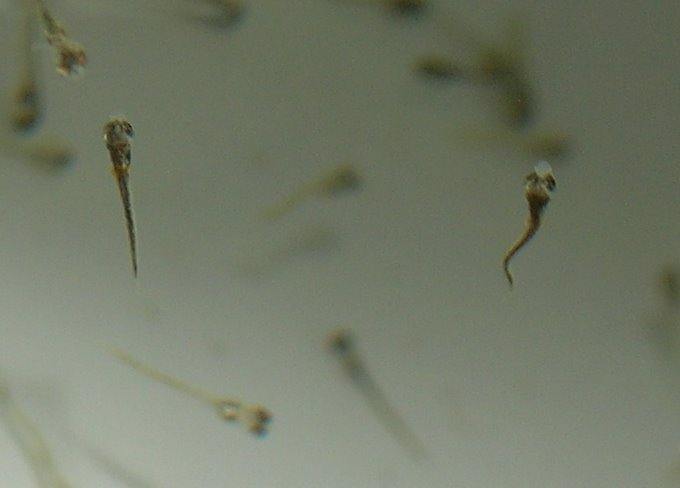
Larves de lota